# 多賀高忠
多賀 高忠（たが たかただ）は、室町時代後期から戦国時代前期の武将。京極高数の子。多賀氏の一派・多賀豊後守家当主で近江京極氏の重臣。2度にわたって室町幕府京都侍所所司代を務め、名所司代として知られる。
通称は新左衛門、あるいは官位である豊後守。法号は宗本（むねもと）。号は大源（たいげん）。

## 生涯
主君の京極持清は従兄でもあり、その片腕として活躍した。寛正3年10月5日（1462年10月27日）に京都侍所所司代を任ぜられ、寛正の土一揆鎮圧と治安維持で名を挙げた。しかし文正元年（1466年）12月、持清が延暦寺と衝突して失脚すると共に解任された。翌応仁元年（1467年）に応仁の乱が勃発すると、持清と共に1万の兵を率いて細川勝元ら東軍に属し、西軍の六角高頼らを圧倒して山城に如意岳城を築いた。文明元年（1469年）には六角氏の本拠である観音寺城を一時制圧して、8代将軍足利義政から直々に感状を授けられた。
翌年に持清が病死したため持清の子の政経を庇護擁立し、西軍側の京極高清、京極政光、六角高頼、多賀清直・宗直父子らの勢力に対し一時は優勢を保つも、文明4年（1472年）に敗走し、政経と共に越前国へ逃れた。文明7年（1475年）に京極氏所領の出雲国の国人を擁して再起し、六角高頼らと戦って勝利を納めたが、西軍の土岐成頼と斎藤妙椿、斯波義廉が六角の援軍に付いたことにより劣勢となり、三沢氏ら有力国衆も戦死して敗退した。
文明9年（1477年）に応仁の乱が終結したが、その後も本拠である近江犬上郡甲良荘下之郷（現在の滋賀県犬上郡甲良町下之郷）には復帰できず、京都での隠棲生活を余儀なくされていた。文明17年4月15日（1485年5月28日）、室町幕府に召されて2度目の京都侍所所司代を任ぜられると、幕命を受けて山城国内の土一揆を鎮圧し、京都市中の再建にも尽力していたが、翌年に死去した。享年62。京極氏の内紛に巻き込まれて自害したと伝えられている（『江北記』）。墓所は京都市下京区堺町の宗仙寺にある。子孫は室町幕府に仕え、近江高島郡に拠点を移した。
高忠は武家故実に明るく、小笠原持長に弓術を学び『高忠聞書』を著した。『高忠聞書』は弓術における研究資料、及び当時の故実を知る史料として現在まで重要な役割を果たしている。この他に和歌・連歌にも通じるなど、当時の知識人の1人であった。